# Ануров, Пётр Вячеславович
Пётр Вячеславович Ануров (13 ноября 1978, Москва) — российский кино- и телепродюсер. Член Гильдии Продюсеров и Союза Кинематографистов Российской Федерации. Генеральный продюсер компании «Кинослово», продюсер компании «Медиаслово», продюсер сценарной премии «Слово».

## Биография
Пётр Ануров родился 13 ноября 1978 года в Москве. После окончания обучения на экономическом факультете ВГИКа в 1999 году, начал работать в компании «Парк Продакшн»: заместителем директора, директором, а далее продюсером рекламных роликов. С 2003 года является исполнительным продюсером на кино- и телепроектах, среди которых телесериал «Диверсант» (2003), фильм «Арийская пара» (2004) и др.
В 2006 совместно с Валентином Черных образует продюсерскую компанию «Кинослово», которая является правопреемницей известной студии «Слово» киноконцерна Мосфильм, основанной Валентином Черных в 1987 году.
В декабре 2012 года стал обладателем первой кинопремии российского издания журнала The Hollywood Reporter в номинации «Кассовый прорыв» как продюсер кинокартины Духless, ставшей самым кассовым игровым фильмом 2012 года.
Был приглашен в качестве члена жюри специальной конкурсной программы короткометражных фильмов 24-го фестиваля Кинотавр (2013)
В августе 2013 года становится одним из учредителей и продюсером сценарной премии «Слово» имени Валентина Черных
Фильм «Духless 2» вошёл в топ самых кассовых фильмов года в России и стал одним из трех прибыльных отечественных фильмов в 2015 году.
В 2016 году вместе с Данилой Шараповым становится учредителем и продюсером компании «Медиаслово», занимающейся производством сериалов для российских телеканалов и онлайн-платформ.
В 2021 году фильм «Серебряные коньки» стал первым российским полнометражным фильмом, вышедшим на платформе Netflix в категории Netflix Originals.
Анурова приглашают для проведения мастер-классов о специфике кино- и телепроизводства. Член экспертного совета и куратором мастерской продюсирования школы кино и телевидения «Индустрия», совместно с Михаилом Врубелем, Федором Бондарчуком, Александром Андрющенко, Ильей Стюартом и Ильей Бурцом.
Член Экспертного совета Фонда Кино с 2021 по 2022 год. Член Экспертного совета по отбору кинопроектов Министерства Культуры РФ с 2021 года.
В 2021 году вошел в состав жюри основного конкурса 32-го кинофестиваля Кинотавр. В 2022 году вошел в состав жюри конкурсной программы «Русские премьеры» 44-го Московского международного кинофестиваля.

## Фильмография (продюсер)

### Кинофильмы
- Ненормальный (2024)
- Беспринципные в деревне (2023)
- Серебряные коньки[20] (2020)
- Тренер (2018)
- Селфи (2017)
- Духless 2 (2015)
- Духless (2012)
- Ночные сёстры (2007)

### Сериалы
- Спойлер (2024)
- Постучись в мою дверь в Москве (2024)
- Балканский ветер (2023)
- Сансара (2022)
- The Tёлки (2022)
- Обоюдное согласие (с 2022)
- И снова здравствуйте! (с 2022)
- Номинация (2022)
- Пропавшая (2021)
- Марлен (2020)
- Магомаев (2020)
- Беспринципные (с 2020)
- Подкидыш (2019)
- Филатов (2019)
- Мёртвое озеро (2018)
- Обратная сторона луны (2012)
- Мама вышла замуж (2012)
- Обратный билет (2012)
- Любовь по расписанию (2012)
- Приколы на переменке (2011)
- Выйти замуж за генерала (2011)
- Страховой случай (2011)
- Я покажу тебе Москву (2009)
- Эффект домино (2008)
- Месть (2008)
- Один день (2008)
- Танец живота (2008)
- Посторонний (2008)
- Так бывает (2006)
- Случайный попутчик (2006)

## Награды и номинации

### Номинации
- Золотой Орёл за 2012 год — номинация «Лучший игровой фильм» (Духless. Продюсеры: Пётр Ануров, Фёдор Бондарчук, Дмитрий Рудовский. Режиссёр: Роман Прыгунов. Производство: Кинослово, Art Pictures)[21]
- Золотой Орёл за 2020 год — номинация «Лучший мини-сериал (до 10 серий включительно)» (Магомаев. Продюсеры: Данила Шарапов, Петр Ануров, Леонард Блаватник, Нелли Яралова. Режиссёры: Дмитрий Тюрин, Роман Прыгунов)[22]
- Премия GQ Люди года 2013 — номинация «Продюсер года»[23]

### Награды
- Кинопремия российского издания журнала The Hollywood Reporter — номинация «Кассовый прорыв» (как продюсер фильма Духless)[6]
- Премия GQ люди года 2015 — «продюсер года» (совместно с Федором Бондарчуком и Дмитрием Рудовским)[24]
- Золотой Орёл за 2021 год — номинация «Лучший фильм» (Серебряные коньки. Продюсеры: Пётр Ануров, Леонид Верещагин, Антон Златопольский, Никита Михалков, Рафаел Минасбекян. Режиссёр: Михаил Локшин. Производство: Централ Партнершип, ГПМ «КИТ», Кинослово, ТРИТЭ, при участии Телеканала Россия 1)[25]
- Премия АПКиТ 2021 года — номинация «Лучший полнометражный художественный фильм» (Серебряные коньки. Продюсеры: Пётр Ануров, Леонид Верещагин, Антон Златопольский, Никита Михалков, Рафаел Минасбекян. Режиссёр: Михаил Локшин. Производство: Централ Партнершип, ГПМ «КИТ», Кинослово, ТРИТЭ, при участии Телеканала Россия 1)[26]
- Премия АПКиТ 2021 года — номинация «Лучший комедийный сериал» (Беспринципные. Генеральные продюсеры: Данила Шарапов, Пётр Ануров, Ольга Филипук. Продюсер: Дмитрий Нелидов. Режиссёр: Роман Прыгунов. Производство: Медиаслово по заказу КиноПоиск HD)[26]